# Victor Emery
Victor Emery detto Vic (Montréal, 28 giugno 1933) è un ex bobbista ed ex slittinista canadese.
È fratello di John Emery, a sua volta bobbista di alto livello.

## Biografia
Studiò all'University of Western Ontario ed ottenne un MBA all'Università di Harvard. Durante un viaggio in Europa scoprì lo sport del bob, assistendo come spettatore ai Giochi olimpici di Cortina d'Ampezzo 1956, tornato in Canada fondò nel 1957 insieme al fratello la Laurentian Bobsleigh Association e nel 1959 prese parte ai mondiali di Sankt Moritz, assistito da Eugenio Monti che in quella competizione vinse l'oro nel bob a due.
Parallelamente a questa disciplina fece scoprire ai suoi compatrioti anche lo slittino, dando luogo alla prima apparizione di questo sport in un comprensorio sciistico del Québec; lo stesso Emery divenne il primo campione nazionale di slittino.
Praticare queste specialità invernali in Canada, però, non era semplice come al giorno d'oggi: il Comitato Olimpico Canadese infatti rifiutava di accogliere le discipline nel propria organizzazione e conseguentemente non presentò alcun atleta alle Olimpiadi di Squaw Valley 1960 nel bob. Per i propri allenamenti Emery fu quindi costretto a spostarsi a Lake Placid, negli Stati Uniti.
Riuscì a prendere parte ad una sola edizione dei Giochi olimpici invernali: a Innsbruck 1964, occasione in cui arrivò quarto nella gara del bob a due con Peter Kirby e, nonostante le sole quattro discese di pratica che il team canadese poté disputare rispetto alle altre nazionali che si allenavano da settimane sul tracciato, vinse la medaglia d'oro nel bob a quattro insieme allo stesso Kirby, a Douglas Anakin ed al fratello John.
Ai campionati mondiali dell'anno successivo disputatisi sulla pista di Sankt Moritz riuscì a bissare la vittoria nella gara a quattro, insieme a Gerald Presley, Michael Young e Peter Kirby e conquistò inoltre la medaglia di bronzo nel bob a due con Michael Young.
Conclusa la carriera agonistica sfruttò i suoi studi lavorando nel mondo aziendale.

## Palmarès

### Bob

#### Olimpiadi
- 1 medaglia:
  - 1 oro (a quattro a Innsbruck 1964).

#### Mondiali
- 2 medaglie:
  - 1 oro (a quattro a Sankt Moritz 1965);
  - 1 bronzo (a due a Sankt Moritz 1965).